# Galatasaray Istanbul/Saison 1947/48
Die Saison 1947/48 von Galatasaray Istanbul war die 42. Saison in der Vereinsgeschichte und die 34. Saison in der İstanbul Futbol Ligi. Der Klub beendete die Saison auf dem 3. Platz.

## Personalien

### Kader
| Nat.       | Name                 |
| Torhüter   | Torhüter             |
| ---------- | -------------------- |
| Turkei     | Erdoğan Atlıoğlu     |
| Turkei     | Necdet Erdem         |
| Turkei     | Osman İncili         |
| Turkei     | Turgay Şeren         |
| Abwehr     |                      |
| Turkei     | Bülent Eken          |
| Turkei     | Fazıl Göknar         |
| Turkei     | Natık                |
| Turkei     | Mahmut Kefeli        |
| Turkei     | Naci Özkaya          |
| Turkei     | Salim Şatıroğlu      |
| Mittelfeld |                      |
| Turkei     | Hilmi Ecer           |
| Turkei     | Özcan Başaran        |
| Turkei     | Rober Eryol          |
| Turkei     | Doğan Koloğlu        |
| Turkei     | Arif Sevinç          |
| Turkei     | Musa Sezer           |
| Angriff    |                      |
| Turkei     | İsfendiyar Açıksöz   |
| Turkei     | Bülent               |
| Turkei     | Halis Etçi           |
| Turkei     | Mehmet Ali Gültekin  |
| Turkei     | Aleksandır Holyafkin |
| Turkei     | Gündüz Kılıç         |
| Turkei     | Gazanfer Olcayto     |
| Turkei     | Muzaffer Tokaç       |
| Turkei     | Muhtar Tunçaltan     |

## Saison
Alle Ergebnisse aus Sicht von Galatasaray Istanbul.
Die Tabelle listet alle İstanbul-Futbol-Ligi des Vereins der Saison 1947/48 auf. Siege sind grün, Unentschieden gelb und Niederlagen rot markiert.

### İstanbul Futbol Ligi
| ST | Datum             | Gegner              | Ort                         | Ergebnis  | Tor(e) für Galatasaray Istanbul                                                                                                 | Karte(n) für Galatasaray Istanbul |
| -- | ----------------- | ------------------- | --------------------------- | --------- | --- | --------------------------------- |
| 01 | 19. Oktober 1947  | Kasımpaşa Istanbul  | Galatasaray Stadı, Istanbul | 2:1 (1:0) | 1:0 Olcayto (25.), 2:1 Eken (80.)                                                                                               | keine                             |
| 02 | 16. November 1947 | Istanbulspor        | Şeref Stadyumu, Istanbul    | 4:1 (4:1) | 1:1 Özkaya (28. Elfmeter), 2:1 Kılıç (38.), 3:1 Kılıç (42.), 4:1 Tokaç (44.)                                                    | keine                             |
| 03 | 6. Dezember 1947  | Beykozspor          | Şeref Stadyumu, Istanbul    | 2:0 (0:0) | 1:0 Tokaç (34.), 2:0 Tunçaltan (47.)                                                                                            | keine                             |
| 04 | 14. Dezember 1947 | Vefa Istanbul       | Şeref Stadyumu, Istanbul    | 2:0 (0:0) | 1:0 Özkaya (51.), 2:0 Açıksöz (70.)                                                                                             | keine                             |
| 05 | 21. Dezember 1947 | Fenerbahçe Istanbul | Şeref Stadyumu, Istanbul    | 2:2 (0:0) | 1:0 Açıksöz (52.), 2:0 Gültekin (55.)                                                                                           | keine                             |
| 06 | 11. Januar 1948   | Beşiktaş Istanbul   | Şeref Stadyumu, Istanbul    | 3:1 (1:0) | 1:0 Kılıç (15.), 2:0 Kılıç (61.), 3:1 Tokaç (89.),                                                                              | Şatıroğlu (37.)                   |
| 07 | 17. Januar 1948   | Süleymaniye         | Şeref Stadyumu, Istanbul    | 1:0 (0:0) | 1:0 Kılıç (70.) | keine                             |
| 08 | 25. Januar 1948   | Kasımpaşa Istanbul  | Şeref Stadyumu, Istanbul    | 2:2 (0:1) | 1:2 Eken (78.), 2:2 Koloğlu (87.)                                                                                               | keine                             |
| 09 | 31. Januar 1948   | Istanbulspor        | Şeref Stadyumu, Istanbul    | 3:1 (2:0) | 1:0 Etçi (32.), 2:0 Etçi (40.), 3:1 Tokaç (84.)                                                                                 | keine                             |
| 10 | 7. Februar 1948   | Beykozspor          | Şeref Stadyumu, Istanbul    | 7:0 (4:0) | 1:0 Tunçaltan (10.), 2:0 Açıksöz (25.), 3:0 Bülent (33.), 4:0 Etçi (40.), 5:0 Bülent (54.), 6:0 Tunçaltan (72.), 7:0 Eken (83.) | keine                             |
| 11 | 15. Februar 1948  | Vefa Istanbul       | Vefa Stadı, Istanbul        | 0:1 (0:1) | keine | keine                             |
| 12 | 21. März 1948     | Fenerbahçe Istanbul | Fenerbahçe Stadı, Istanbul  | 1:3 (0:1) | 1:1 Tunçaltan (70.) | keine                             |
| 13 | 28. März 1948     | Beşiktaş Istanbul   | Şeref Stadyumu, Istanbul    | 1:5 (0:4) | 1:4 Eken (59.) | keine                             |
| 14 | 3. April 1948     | Süleymaniye         | Şeref Stadyumu, Istanbul    | 0:2 (0:1) | keine | keine                             |

### Tasvir Kupası
| Datum             | Gegner            | Ort   | Ergebnis | Tor(e) für Galatasaray Istanbul |
| ----------------- | ----------------- | ----- | -------- | ------------------------------- |
| 7. September 1947 | Beşiktaş Istanbul | n. V. | 2:3      | n. V.                           |

### Dörtler Turnavası
| Datum            | Gegner            | Ort   | Ergebnis | Tor(e) für Galatasaray Istanbul |
| ---------------- | ----------------- | ----- | -------- | ------------------------------- |
| 26. Oktober 1947 | Beşiktaş Istanbul | n. V. | 2:2      | n. V.                           |
| 29. Oktober 1947 | Beşiktaş Istanbul | n. V. | 3:1      | n. V.                           |

### Matbuat Kupası
| Datum            | Gegner              | Ort   | Ergebnis | Tor(e) für Galatasaray Istanbul |
| ---------------- | ------------------- | ----- | -------- | ------------------------------- |
| 8. November 1947 | Fenerbahçe Istanbul | n. V. | 0:1      | n. V.                           |
| 9. November 1947 | Beşiktaş Istanbul   | n. V. | 0:0      | n. V.                           |

### Fenerbahçe Galatasaray Bayramı
| Datum         | Gegner              | Ort   | Ergebnis | Tor(e) für Galatasaray Istanbul |
| ------------- | ------------------- | ----- | -------- | ------------------------------- |
| 20. Juni 1948 | Fenerbahçe Istanbul | n. V. | 2:1      | n. V.                           |

## Spielerstatistiken
| İsfendiyar Açıksöz   | 12 | 3 | 0 | 0 |
| Erdoğan Atlıoğlu     | 9  | 0 | 0 | 0 |
| Özcan Başaran        | 1  | 0 | 0 | 0 |
| Bülent               | 2  | 2 | 0 | 0 |
| Hilmi Ecer           | 0  | 0 | 0 | 0 |
| Bülent Eken          | 14 | 4 | 0 | 0 |
| Necdet Erdem         | 4  | 0 | 0 | 0 |
| Rober Eryol          | 2  | 0 | 0 | 0 |
| Halis Etçi           | 6  | 3 | 0 | 0 |
| Fazıl Göknar         | 12 | 0 | 0 | 0 |
| Mehmet Ali Gültekin  | 8  | 1 | 0 | 0 |
| Aleksandır Holyafkin | 1  | 0 | 0 | 0 |
| Osman İncili         | 1  | 0 | 0 | 0 |
| Mahmut Kefeli        | 0  | 0 | 0 | 0 |
| Gündüz Kılıç         | 7  | 5 | 0 | 0 |
| Doğan Koloğlu        | 10 | 1 | 0 | 0 |
| Natık                | 1  | 0 | 0 | 0 |
| Gazanfer Olcayto     | 5  | 1 | 0 | 0 |
| Naci Özkaya          | 14 | 2 | 0 | 0 |
| Salim Şatıroğlu      | 11 | 0 | 0 | 1 |
| Turgay Şeren         | 0  | 0 | 0 | 0 |
| Arif Sevinç          | 2  | 0 | 0 | 0 |
| Musa Sezer           | 14 | 0 | 0 | 0 |
| Muzaffer Tokaç       | 14 | 4 | 0 | 0 |
| Muhtar Tunçaltan     | 4  | 4 | 0 | 0 |